# Andrea Jaeger
Andrea Jaeger (Chicago, 4 juni 1965) is een voormalig professioneel tennisspeelster uit de Verenigde Staten van Amerika.
In 1980 en in 1981 nam Jaeger deel aan het Amerikaanse Wightman Cup-team. Jaeger vertegenwoordigde haar vaderland bij de Olympische Spelen van 1984 in Los Angeles, waar tennis een demonstratiesport was.
In 1981 en 1983 maakte Jaeger deel uit van het Amerikaanse Fed Cup-team – zij vergaarde daar een winst/verlies-balans van 8–1, geheel in het enkelspel.
Jaeger werd tweede op de wereldranglijst, maar moest in 1985 haar carrière voortijdig beëindigen wegens een schouderblessure. Hierna studeerde zij theologie en heeft zij zich ingezet voor diverse goede doelen.

## Posities op deWTA-ranglijst
Positie per einde seizoen:
| jaar | rang enkelspel | rang dubbelspel |
| ---- | -------------- | --------------- |
| 1980 | 7              | –               |
| 1981 | 4              | –               |
| 1982 | 3              | –               |
| 1983 | 3              | –               |
| 1984 | 42             | 140             |
| 1985 | –              | 113             |

## Resultaten grandslamtoernooien
| Legenda | Legenda                          |
| ------- | -------------------------------- |
| g.t.    | geen toernooi gehouden           |
| l.c.    | lagere categorie                 |
| –       | niet deelgenomen                 |
| G       | uitgeschakeld in de groepsfase   |
| 1R      | uitgeschakeld in de eerste ronde |
| 2R      | uitgeschakeld in de tweede ronde |
| 3R      | uitgeschakeld in de derde ronde  |
| 4R      | uitgeschakeld in de vierde ronde |
| KF      | uitgeschakeld in de kwartfinale  |
| HF      | uitgeschakeld in de halve finale |
| F       | de finale verloren               |
| W       | het toernooi gewonnen            |
| w-v     | winst/verlies-balans             |

### Enkelspel
| Toernooi        | 1979 | 1980 | 1981 | 1982 | 1983 | 1984 | 1985 |
| --------------- | ---- | ---- | ---- | ---- | ---- | ---- | ---- |
| Australian Open | –    | –    | KF   | HF   | –    | –    | –    |
| Roland Garros   | –    | 2R   | HF   | F    | HF   | 1R   | 2R   |
| Wimbledon       | –    | KF   | 4R   | 4R   | F    | –    | –    |
| US Open         | 2R   | HF   | 2R   | HF   | KF   | –    | 2R   |

### Vrouwendubbelspel
| Toernooi        | 1980 | 1981 | 1982 | 1983 | 1984 | 1985 |
| --------------- | ---- | ---- | ---- | ---- | ---- | ---- |
| Australian Open | –    | 3R   | 3R   | –    | –    | –    |
| Roland Garros   | 3R   | 3R   | KF   | 1R   | –    | –    |
| Wimbledon       | 2R   | 3R   | 2R   | –    | –    | –    |
| US Open         | HF   | 2R   | –    | KF   | –    | 1R   |

### Gemengd dubbelspel
| Toernooi        | 1980 | 1981 |    | 1983 |
| --------------- | ---- | ---- | -- | ---- |
| Australian Open | –    | –    | –  |      |
| Roland Garros   | 1R   | W    | –  |      |
| Wimbledon       | 1R   | –    | 1R |      |
| US Open         | –    | –    | –  |      |

## Palmares
| Legenda                |
| ---------------------- |
| Grandslamtoernooi      |
| Olympische Spelen      |
| Year-End Championships |
| Tier I                 |
| Tier II                |
| Tier III               |
| Tier IV & V            |

### WTA-finaleplaatsen enkelspel
| nr.              | finale     | toernooi            | ondergrond    | tegenstandster      | score         |         |
| ---------------- | ---------- | ------------------- | ------------- | ------------------- | ------------- | ------- |
| gewonnen finales |            |                     |               |                     |               |         |
| 01.              | 1980-01-19 | WTA Las Vegas       | hardcourt (i) | Barbara Potter      | 7-6, 4-6, 6-1 |         |
| 02.              | 1980-06-07 | WTA Beckenham       | gras          | Jo Durie            | 6-4, 6-1      |         |
| 03.              | 1980-09-21 | WTA Las Vegas       | hardcourt (i) | Hana Mandlíková     | 7-5, 4-6, 6-3 |         |
| 04.              | 1980-11-16 | WTA Tampa           | hardcourt     | Tracy Austin        | walk-over     |         |
| 05.              | 1981-01-18 | WTA Kansas City     | tapijt (i)    | Martina Navrátilová | 3-6, 6-3, 7-5 |         |
| 06.              | 1981-02-15 | WTA Oakland         | tapijt (i)    | Virginia Wade       | 6-3, 6-1      |         |
| 07.              | 1981-08-09 | WTA Indianapolis    | gravel        | Virginia Ruzici     | 6-1, 6-0      |         |
| 08.              | 1982-02-07 | WTA Detroit         | tapijt (i)    | Mima Jaušovec       | 2-6, 6-4, 6-2 |         |
| 09.              | 1982-02-28 | WTA Oakland         | tapijt (i)    | Chris Evert         | 7-6, 6-4      |         |
| 10.              | 1983-01-30 | WTA Marco Island    | gravel        | Hana Mandlíková     | 6-1, 6-3      |         |
| verloren finales |            |                     |               |                     |               |         |
| 01.              | 1980-04-06 | WTA Edmond          | gravel        | Regina Maršíková    | 2-6, 2-6      |         |
| 02.              | 1980-08-10 | WTA Indianapolis    | gravel        | Chris Evert         | 4-6, 3-6      |         |
| 03.              | 1980-08-24 | WTA Mahwah          | hardcourt     | Hana Mandlíková     | 7-6, 2-6, 2-6 |         |
| 04.              | 1980-10-19 | WTA Deerfield Beach | hardcourt     | Chris Evert         | 4-6, 1-6      |         |
| 05.              | 1981-01-11 | WTA Landover        | tapijt (i)    | Tracy Austin        | 2-6, 2-6      |         |
| 06.              | 1981-03-08 | WTA Los Angeles     | tapijt (i)    | Martina Navrátilová | 4-6, 0-6      |         |
| 07.              | 1981-03-29 | WTA Championships   | tapijt (i)    | Martina Navrátilová | 3-6, 6-7      |         |
| 08.              | 1981-05-03 | WTA Orlando         | gravel        | Martina Navrátilová | 5-7, 3-6      |         |
| 09.              | 1981-06-21 | WTA Eastbourne      | gras          | Tracy Austin        | 3-6, 4-6      |         |
| 10.              | 1981-10-18 | WTA Deerfield Beach | hardcourt     | Chris Evert         | 6-4, 3-6, 0-6 |         |
| 11.              | 1981-11-22 | WTA Perth           | gras          | Pam Shriver         | 1-6, 6-7      |         |
| 12.              | 1982-01-24 | WTA Seattle         | tapijt (i)    | Martina Navrátilová | 2-6, 0-6      |         |
| 13.              | 1982-04-04 | WTA Palm Beach      | gravel        | Chris Evert         | 1-6, 5-7      |         |
| 14.              | 1982-04-11 | WTA Hilton Head     | gravel        | Martina Navrátilová | 4-6, 2-6      |         |
| 15.              | 1982-04-25 | WTA Amelia Island   | gravel        | Chris Evert         | 3-6, 1-6      |         |
| 16.              | 1982-06-05 | Roland Garros       | gravel        | Martina Navrátilová | 6-7, 1-6      | details |
| 17.              | 1982-08-22 | WTA Montréal        | hardcourt     | Martina Navrátilová | 3-6, 5-7      |         |
| 18.              | 1982-10-10 | WTA Deerfield Beach | hardcourt     | Chris Evert         | 1-6, 1-6      |         |
| 19.              | 1982-10-17 | WTA Tampa           | hardcourt     | Chris Evert         | 6-3, 1-6, 4-6 |         |
| 20.              | 1982-11-21 | WTA Tokio           | tapijt (i)    | Chris Evert         | 3-6, 2-6      |         |
| 21.              | 1983-02-06 | WTA Palm Beach      | gravel        | Chris Evert         | 3-6, 3-6      |         |
| 22.              | 1983-02-20 | WTA Chicago         | tapijt (i)    | Martina Navrátilová | 3-6, 2-6      |         |
| 23.              | 1983-04-24 | WTA Orlando         | gravel        | Martina Navrátilová | 1-6, 5-7      |         |
| 24.              | 1983-07-02 | Wimbledon           | gras          | Martina Navrátilová | 0-6, 3-6      | details |
| 25.              | 1983-09-18 | WTA Tokio           | tapijt (i)    | Lisa Bonder         | 2-6, 7-5, 1-6 |         |
| 26.              | 1984-05-06 | WTA Johannesburg    | hardcourt (i) | Chris Evert         | 3-6, 0-6      |         |

### WTA-finaleplaatsen vrouwendubbelspel
| nr.              | finale     | toernooi            | ondergrond | partner          | tegenstandsters                    | score         |
| ---------------- | ---------- | ------------------- | ---------- | ---------------- | ---------------------------------- | ------------- |
| gewonnen finales |            |                     |            |                  |                                    |               |
| 1.               | 1980-08-17 | WTA Toronto         | hardcourt  | Regina Maršíková | Ann Kiyomura Betsy Nagelsen        | 6-1, 6-3      |
| 2.               | 1980-10-19 | WTA Deerfield Beach | hardcourt  | Regina Maršíková | Martina Navrátilová Candy Reynolds | 1-6, 6-1, 6-2 |
| 3.               | 1983-01-30 | WTA Marco Island    | gravel     | Mary-Lou Piatek  | Rosie Casals Wendy Turnbull        | 7-5, 6-4      |
| 4.               | 1983-08-21 | WTA Toronto         | hardcourt  | Anne Hobbs       | Rosalyn Fairbank Candy Reynolds    | 6-4, 5-7, 7-5 |
| verloren finales |            |                     |            |                  |                                    |               |
| 1.               | 1983-04-10 | WTA Hilton Head     | gravel     | Paula Smith      | Martina Navrátilová Candy Reynolds | 2-6, 3-6      |
| 2.               | 1984-01-29 | WTA Marco Island    | gravel     | Anne Hobbs       | Hana Mandlíková Helena Suková      | 6-3, 2-6, 2-6 |

### Finaleplaatsen gemengd dubbelspel
| nr.              | finale     | toernooi      | ondergrond | partner     | tegenstanders           | score    |         |
| ---------------- | ---------- | ------------- | ---------- | ----------- | ----------------------- | -------- | ------- |
| gewonnen finales |            |               |            |             |                         |          |         |
| 1.               | 1981-06-07 | Roland Garros | gravel     | Jimmy Arias | Betty Stöve Fred McNair | 7-6, 6-4 | details |
| verloren finales |            |               |            |             |                         |          |         |
| geen             |            |               |            |             |                         |          |         |